# Димитров, Румен
Ру́мен Ми́тков Дими́тров (болг. Румен Митков Димитров; 10 мая 1982, София) — болгарский самбист, боец смешанного стиля, выступающий в средней и полусредней весовых категориях. Чемпион мира и Европы по боевому самбо, серебряный призёр Всемирных игр боевых искусств, многократный победитель национальных первенств. В профессиональных боях ММА участвовал в период 2007—2012 годов, провёл шестнадцать поединков и не потерпел ни одного поражения.

## Биография
Румен Димитров родился 10 мая 1982 года в Софии. Активно заниматься единоборствами начал в раннем детстве вместе с братом-близнецом Росеном. Страдал от избыточного веса и пошёл в спорт исключительно для того, чтобы похудеть.
Первого серьёзного успеха на взрослом международном уровне добился в 2007 году, когда побывал на чемпионате мира в Праге, откуда привёз награду бронзового достоинства, выигранную в весовой категории до 90 кг. Год спустя на мировом первенстве в Санкт-Петербурге повторил это достижение. Ещё через год спустился в категорию до 82 кг, после чего одержал победу на чемпионате Европы в Милане и на чемпионате мира в Салониках.
Благодаря череде удачных выступлений в 2010 году Димитров удостоился права защищать честь страны на Всемирных играх боевых искусств в Пекине, где в весовой категории до 74 кг дошёл до финальной стадии соревнований, уступив в решающем матче россиянину Баиру Омоктуеву.
На домашнем чемпионате Европы 2011 года в Софии стал серебряным призёром в категории до 82 кг, в финале потерпел поражение от представителя России Мурада Керимова. Впоследствии ещё в течение нескольких лет выступал на различных международных турнирах, так, в 2014 году был среди участников мирового первенства в Нарите, однако больших достижений уже не добивался и в число призёров не попадал.
Одновременно с карьерой в боевом самбо начиная с 2007 года Димитров довольно успешно выступал в профессиональных боях по смешанным правилам. Всего в течение пяти лет он провёл шестнадцать поединков в местных болгарских промоушенах, из них 13 выиграл, в двух случаях была зафиксирована ничья, а последний поединок, прошедший в августе 2012 года, был признан несостоявшимся. Наиболее известны его поединки в болгарской организации MAXFIGHT, где он одолел всех своих соперников и завоевал чемпионский титул. В настоящее время занимается организацией боёв в рамках своего собственного промоушена Twins MMA, созданного вместе с братом.